# Église catholique au Liban
L'Église catholique au Liban (en arabe : الكنيسة الكاثوليكية في لبنان, translittéré : alkanisat alkathulikiat fi lubnan), désigne l'organisme institutionnel et sa communauté locale ayant pour religion le catholicisme au Liban.
L'Église catholique au Liban dispose de six circonscriptions ecclésiastiques qui ne sont pas soumises à une juridiction nationale au sein d'une Église nationale, mais sont soumises à la juridiction universelle du pape, évêque de Rome, au sein de l'« Église universelle ».
En étroite communion avec le Saint-Siège, les évêques des juridictions au Liban sont membres de deux instances de concertation :
- l'Assemblée des patriarches et des évêques catholiques au Liban ;
- la Conférence des évêques latins dans les régions arabes.

L'Église catholique est autorisée au Liban.
L'Église catholique est une confession religieuse minoritaire de ce pays.

## Législation en matière religieuse
- États islamiques déclarés.
- Religion d'État islamique affirmée.
- États se déclarant laïcs.
- États non-déclarés.

- Peine de mort
- Prison, perte de la garde des enfants
- Conversion illégale et criminelle

L'article 9 de la Constitution du Liban de 1926 stipule que « l'État respecte toutes les confessions et en garantit et protège le libre exercice à condition qu'il ne soit pas porté atteinte à l'ordre public » autorisant ainsi la liberté de religion et donc l'Église catholique,.
Le Liban est une République parlementaire qui n’a pas de religion d'État, mais n'est pas non plus laïc. L'article 95 (modifié en 1990) stipule que « les communautés seront équitablement représentées dans les emplois publics et dans la composition du ministère » : le Président de la République doit être un catholique maronite et le nombre de députés chrétiens et musulmans est a parité exacte (l'accord de Taëf réserve 64 sièges sur 128 pour les chrétiens), dont 43 pour les catholiques comme stipulé dans le pacte national libanais de 1943 que les musulmans devenus majoritaires demandent à réviser a leur profit.
L'article 10 stipule qu' « Il ne sera porté aucune atteinte au droit des communautés d'avoir leurs écoles, sous réserve des prescriptions générales sur l'instruction publique édictées par l'État. ».
L'article 19 stipule que des communautés sont « reconnues légalement en ce qui concerne exclusivement l'exercice des cultes religieux et la liberté de l'enseignement religieux ».
Le Code pénal libanais punit les personnes qui blasphèment ou qui insultent publiquement les pratiques religieuses de quelque religion que ce soit, mais aucune loi n'interdit l'apostasie ni le prosélytisme, au Liban.
En août 2015, Makassed, une association musulmane a publié la Déclaration de Beyrouth qui stipule que « nul ne peut être contraint à se convertir ».
Le droit privé (mariage, filiation, héritage) relève de la compétence de chacune des 18 communautés religieuses reconnues par l’État (12 chrétiennes, 5 musulmanes et la communauté juive). Le tribunal catholique n'autorise pas le divorce du mariage qui peut cependant être annulé. Sinon, les époux se convertissent à l'Islam ou à une autre confession chrétienne autorisant le divorce.
Il n'y a pas de tribunaux pour les athées qui n’ont aucun droit en tant que groupe institutionnel. Ils peuvent se marier à l’étranger puis valider leur mariage au Liban.

## Catholicisme
L'Église catholique utilise six rites liturgiques au Liban :
- le rite romain, utilisé par le vicariat apostolique de Beyrouth de l'Église latine ;
- le rite oriental, utilisé par cinq Églises catholiques orientales :
  - le rite syro-antiochien :
    - le rite maronite de l'Église catholique maronite,
    - le rite syriaque occidental de l'Église catholique syriaque ;

  - le rite byzantin de l'Église grecque-catholique melkite ;
  - le rite chaldéen de l'Église catholique chaldéenne ;
  - le rite arménien de l'Église catholique arménienne.

## Organisation
L'Église catholique au Liban est organisée en 1 126 paroisses rassemblées en six juridictions territoriales distinctes (l'Église latine et cinq Églises catholiques orientales sui iuris) : 

### Église latine
- Vicariat apostolique de Beyrouth comprenant 8 paroisses pour 15 000 catholiques.

### Églises de rite syro-antiochien
L'Église maronite, majoritaire, a toujours été en communion avec le pape, et l’Église catholique syriaque a été fondée en 1783. Les deux Églises sont originaires de la région syro-libanaise et ont leur siège patriarcal au Liban.
| Église                                                 | Emplacement                         | Diocèses suffragants |
| ------------------------------------------------------ | ----------------------------------- | --- |
| Église maronite (siège patriarcal au Liban)            | Patriarcat d'Antioche des maronites | - Antélias (archéparchie) - Beyrouth (archéparchie) - Tripoli (archéparchie) - Tyr (archéparchie) - Baalbek-Deir El-Ahmar (éparchie) - Batroun (éparchie) - Byblos (éparchie) - Joubbé, Sarba et Jounieh (éparchie, maison du patriarcat) - Sidon (éparchie) - Zahlé (éparchie) |
| Église catholique syriaque (siège patriarcal au Liban) | Patriarcat d'Antioche des Syriaques | - Archéparchie patriarcal de Beyrouth (maison du patriarcat) - territoire patriarcal |

### Autres Églises sui iuris
Les Églises de rite byzantin, chaldéen et arménien ne sont pas des rites originaires de la région syro-libanaise et ses Églises ont leur siège patriarcal en dehors du Liban.
| Rite                                            | Emplacement                                                                                    | Diocèses suffragants                                                                                            |
| ----------------------------------------------- | ---------------------------------------------------------------------------------------------- | --- |
| Rite byzantin Église grecque-catholique melkite | Archéparchie de Baalbek des Melkites (en)                                                      | |
| Rite byzantin Église grecque-catholique melkite | Archéparchie métropolitaine de Beyrouth-Jbeil des Melkites                                     | |
| Rite byzantin Église grecque-catholique melkite | Archéparchie métropolitaine de Tyr des Melkites                                                | - Archéparchie de Baniyas et de Marjeyoun - Archéparchie de Sidon et de Deir El-Kamar - Archéparchie de Tripoli |
| Rite byzantin Église grecque-catholique melkite | Archéparchie de Zahlé des Melkites (en) (suffragant de l'Archéparchie métropolitaine de Damas) | |
| Rite chaldéen Église catholique chaldéenne      | Éparchie de Beyrouth des Chaldéens                                                             | |
| Rite arménien Église catholique arménienne      | Patriarcat de Cilicie des Arméniens                                                            | - Archéparchie de Beyrouth (maison du patriarcat) - Éparchie de Kamichlié                                       |

## Nonce apostolique au Liban
La nonciature apostolique au Liban (en) a été créée le 21 mars 1947 avec le bref For christi fidelium salutem du pape Pie XII .
- Alcide Marina (en), CM † (décédé le 22 mars 1947 - le 18 septembre 1950), également archevêque titulaire d'Héliopolis-en-Phénicie (de) ;
- Giuseppe Beltrami † (4 octobre 1950 - 31 janvier 1959, nommé internonce apostolique aux Pays-Bas (en)), également archevêque titulaire de Damas (de) ;
- Paolo Bertoli † (15 avril 1959 - 16 avril 1960, nommé nonce apostolique en France), également archevêque titulaire de Nicomédie (de) ;
- Egano Righi-Lambertini † (9 juillet 1960 - 12 septembre 1963, nonce apostolique au Chili (en)), également archevêque titulaire de Dioclée (de) ;
- Gaetano Alibrandi † (9 décembre 1963 - 19 avril 1969, nommé nonce apostolique en Irlande (en)), également archevêque titulaire de Binda (de) ;
- Alfredo Bruniera † (23 avril 1969 - 6 novembre 1978, nommé vice-président du Conseil pontifical Cor unum), également archevêque titulaire de Claudiopolis-en-Honoriade (de) ;
- Carlo Furno † (25 novembre 1978 - 21 août 1982, nonce apostolique nommé au Brésil (en)), également archevêque titulaire d'Abari ;
- Luciano Angeloni † (21 août 1982 - 31 juillet 1989, nonce apostolique au Portugal (en)), également archevêque titulaire de Vibo (de) ;
- Pablo Puente (31 juillet 1989 - 31 juillet 1997, nonce apostolique en Grande-Bretagne), également archevêque titulaire de Macri (de) ;
- Antonio Maria Vegliò (2 octobre 1997 - 11 avril 2001, nommé secrétaire de la Congrégation pour les Églises orientales), également archevêque titulaire d'Aeclanum (de) ;
- Luigi Gatti (28 juin 2001 - 16 juillet 2009, nonce apostolique en Grèce (en)), également archevêque titulaire de Santa Giusta (de) ;
- Gabriele Caccia (16 juillet 2009 - 12 septembre 2017, nommée nonce apostolique aux Philippines (en)), également archevêque titulaire de Sepino (de) ;
- Joseph Spiteri, depuis le 7 mars 2018, également archevêque titulaire de Serta (de).

## Institutions
Seize institutions religieuses ont leur maison mère au Liban, notamment la Congrégation des missionnaires libanais et les Franciscaines de la Croix du Liban.

## Ecclésia

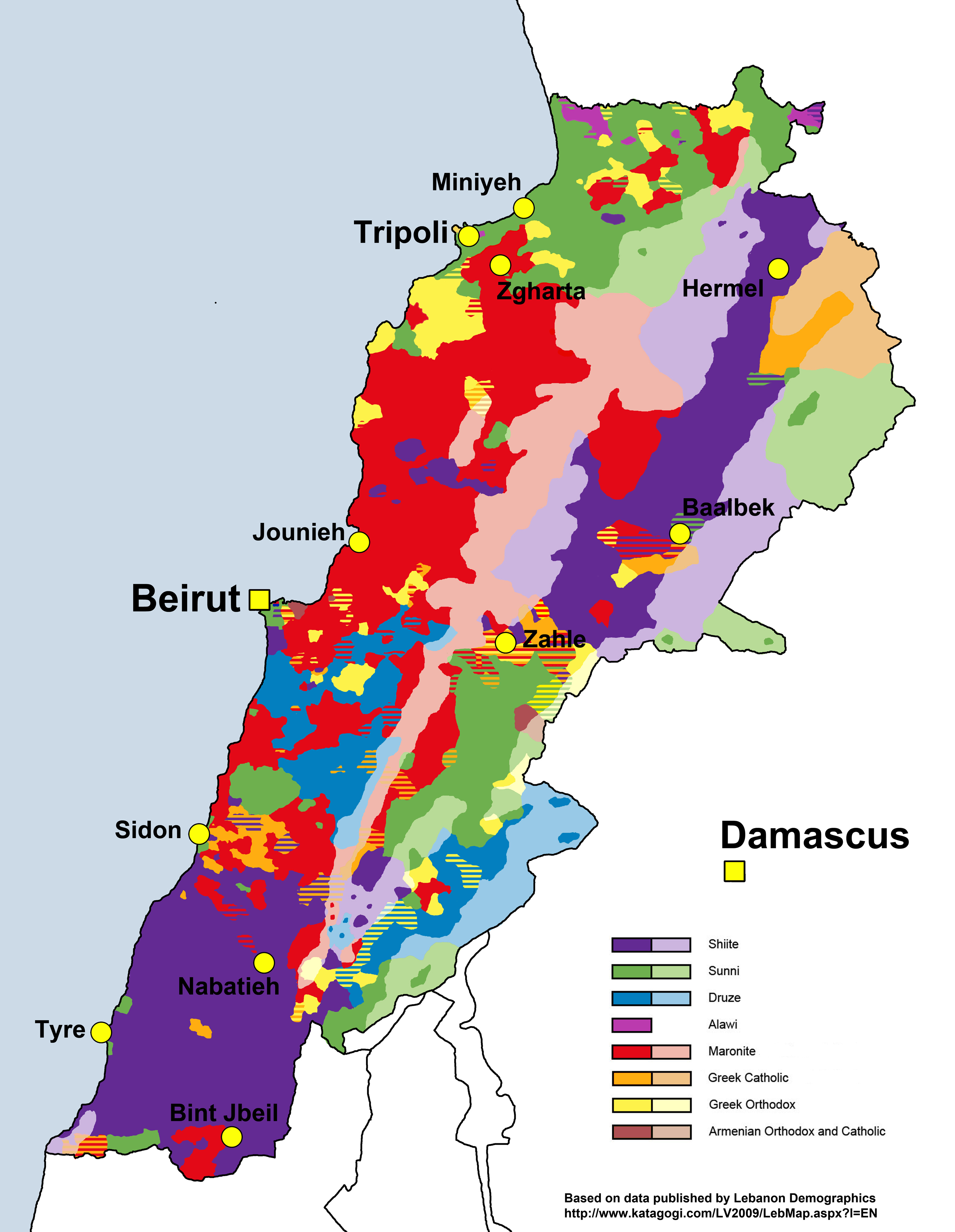
Répartition des confessions, en rouge, les maronites et en orange les grecques-catholiques.

Dans une population de 6,2 millions d'habitants où 54% appartiennent à l'Islam, 40,5% appartiennent au christianisme dont 2 148 000 (27%) à l'Église catholique qui est une communauté religieuse minoritaire avec : 905 512 maronites (21%), 184 000 melkites (5%), 36 000 arméniens (1%), 28 000 syriaques, 4 000 latins et 4 000 chaldéens. 
Puis viennent les Orthodoxes (108 985) et les Protestants (3 000). Les Juifs libanais, minorité ancienne, ont pour la plupart quitté le pays. 
Les maronites sont rassemblés en périphérie et dans Beyrouth et dans la moitié nord du Liban. 
Parmi les réfugiés syriens et irakiens, 1,4 million sont musulmans et des dizaines de milliers sont chrétiens.